# Astragalus nigrolineatus
Astragalus nigrolineatus är en ärtväxtart som beskrevs av Sirj. och Karl Heinz Rechinger. Astragalus nigrolineatus ingår i släktet vedlar, och familjen ärtväxter. Inga underarter finns listade i Catalogue of Life.